# Говори (фильм, 2004)
«Говори» (англ. Speak) — американский независимый фильм 2004 года, основанный на одноимённом романе Лори Холс Андерсон.

## Сюжет
Мелинда Сордино начинает учёбу в старших классах школы. Девочка молчалива и мало общается с одноклассниками. Родители не понимают, почему их дочь, отличница и заводила в классе, переменилась. Некоторые ребята в школе издеваются над ней и называют «стукачкой». Примерно за год до этого во время вечеринки дома у одного из ребят Мелинда неожиданно вызвала полицию и испортила всем праздник. Девочку этим вечером изнасиловал парень из старшего класса Энди Эванас, но Мелинда не решилась рассказать о преступлении родителям и полиции. 
С тех пор Мелинда замкнулась в себе и пытается найти утешение в уроках рисования. Учитель рисования мистер Фримен считает, что у неё талант и даёт специальное задание. Мелинда находит в школе скрытое помещение в подсобке и уединяется там, рисуя и обустраивая комнату на свой вкус. Единственный, кого Мелинда считает другом, это её одноклассник Дейв, который продолжает поддерживать с ней отношения. Мистер Фримен увольняется из школы, так как хочет стать художником. Перед уходом Мелинда показывает ему свои работы в тайной комнате и Фримен не скрывает слёз радости за её талант.
Бывшая подруга Мелинды Рейчел начинает встречаться с Энди и Мелинда опасается, что связь может плохо кончиться. Рейчел, наоборот, расценивает поведение Мелинды, как ревность. В итоге Мелинда рассказывает Рейчел об изнасиловании, но та не верит. Несколько позже, из разговора с Энди и его реакции, Рейчел догадывается, что подруга не солгала. Энди в гневе возвращается к Мелинде и пытается заставить рассказать её всем, будто он не виновен. Между ними происходит конфликт, Энди бьёт девушку, Мелинда обливает его лицо скипидаром и вырывается. Когда Энди бросается вслед ей на помощь, неожиданно, приходят одноклассницы. Правда стала известна всей школе.
Мама отвозит избитую дочь в больницу. По дороге домой Мелинда, наконец, признаётся матери об изнасиловании.

## В ролях
| Актёр            | Роль                                                               |
| ---------------- | ------------------------------------------------------------------ |
| Кристен Стюарт   | Мелинда Сордино (протагонист)                                      |
| Майкл Ангарано   | Дэвид Петракис (одноклассник, лучший друг и парень Мелинды)        |
| Хэлли Хирш       | Рэйчел Брюин (девушка Энди Эванса и бывшая лучшая подруга Мелинды) |
| Эрик Лайвли      | Энди Эванс                                                         |
| Эллисон Сико     | Хизер (подруга Мелинды)                                            |
| Стив Зан         | мистер Фримен (преподаватель рисования)                            |
| Элизабет Перкинс | Джойс Сордино (мать Мелинды)                                       |
| Даниэль Суини    | Джек Сордино (отец Мелинды)                                        |